# Teichfledermaus
Die Teichfledermaus (Myotis dasycneme) gehört innerhalb der Fledermäuse zur Familie der Glattnasen.

## Merkmale

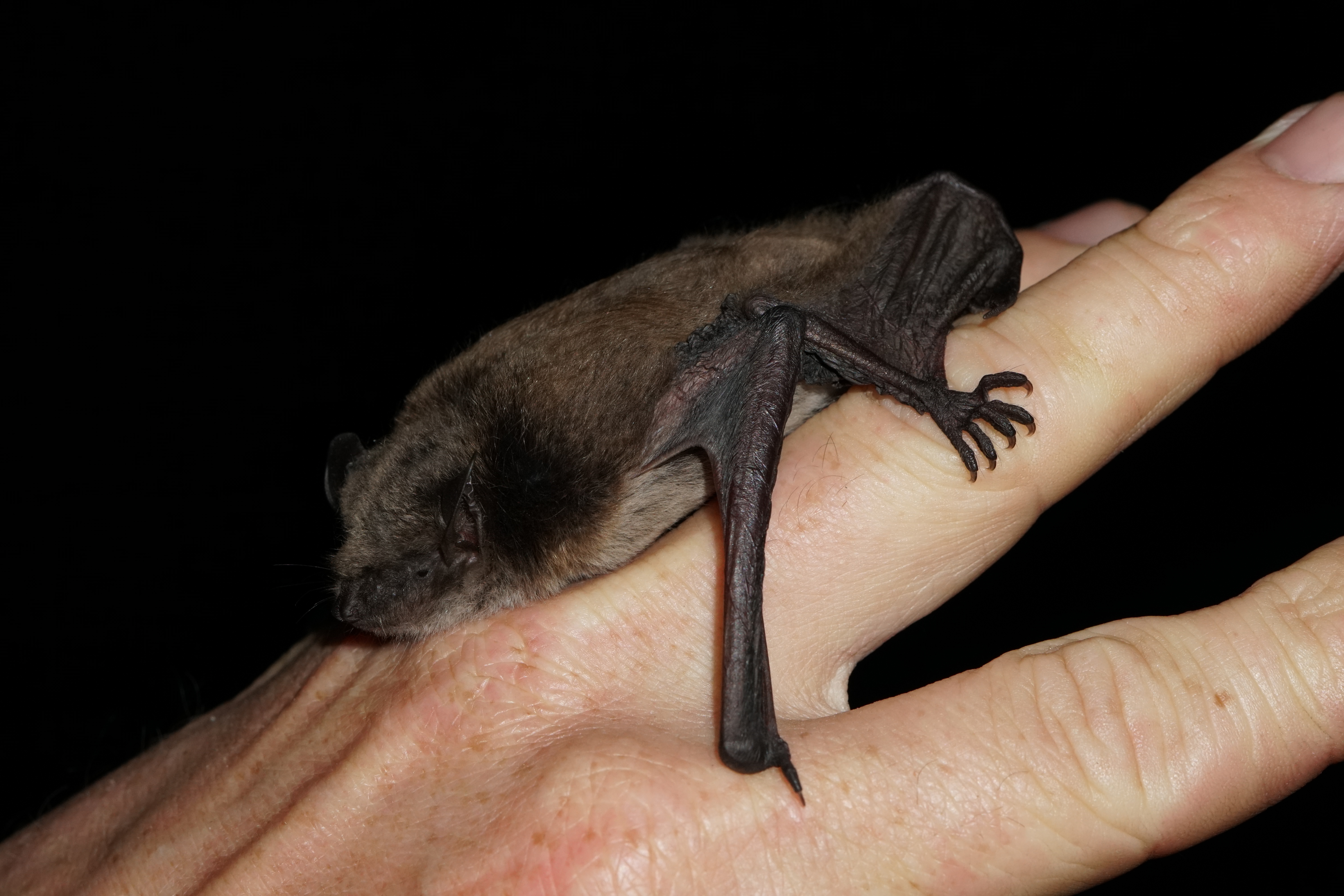
Die Teichfledermaus hat auffällig große Füße

Mit einer Größe zwischen 5,7 cm und 6,7 cm, einer Flügelspannweite von 20 cm bis 30 cm und einem Gewicht von 14 g bis 20 g zählt die Teichfledermaus zu den mittelgroßen bis großen europäischen Fledermausarten. Das Rückfell ist mittel- bis dunkelgraubraun gefärbt. Das Bauchfell ist deutlich vom Rückfell abgesetzt und weißgrau bis gelbgrau. Auffällig sind bei dieser Fledermausart die relativ großen mit langen Borsten behaarten Füße und das kurz behaarte rotbraun gefärbte Gesicht. Der Tragus (Ohrdeckel) der Teichfledermaus ist deutlich kürzer als die halbe Ohrlänge. Die Teichfledermaus ähnelt optisch sehr der Wasserfledermaus (Myotis daubentonii) und ist, da sie ihr auch in ihrem Habitus gleicht, nur schwer von ihr zu unterscheiden. Die Teichfledermaus wird jedoch deutlich größer als die Wasserfledermaus und kann durch Messung beispielsweise der Unterarmlänge von ihr unterschieden werden. Die Unterarmlänge beträgt bei der Teichfledermaus 43 mm bis 49 mm, bei der Wasserfledermaus dagegen nur 34 mm bis 42 mm. Für eine sichere Artbestimmung durch Messung der Unterarmlänge ist daher ein Fang der Tiere notwendig. Im direkten Vergleich ist aufgrund des Größenunterschiedes die Art auch anhand des Habitus sicher bestimmbar, so dass die Tiere bei Kontrollen in Winterquartieren nicht angefasst werden müssen, um die Art zu bestimmen.

## Ernährung und Jagdverhalten
Die Teichfledermaus jagt hauptsächlich über größeren Wasserflächen wie Seen oder Flüssen im geradlinigen und schnellen Flug Zuckmücken, Köcherfliegen und andere Insekten, die in und am Wasser leben. Ähnlich wie die Wasserfledermaus liest die Teichfledermaus auch Insekten von der Wasseroberfläche auf, hin und wieder gelingt es ihr auch, kleine Fische zu fangen, die sich direkt unter der Wasseroberfläche befinden. Außerdem werden auch Käfer und Schmetterlinge durch die Teichfledermaus erbeutet. Im Allgemeinen ist die Teichfledermaus an größeren Gewässern anzutreffen als die Wasserfledermaus, die auch über Bächen und anderen kleineren Gewässern jagt.

## Ruheplätze

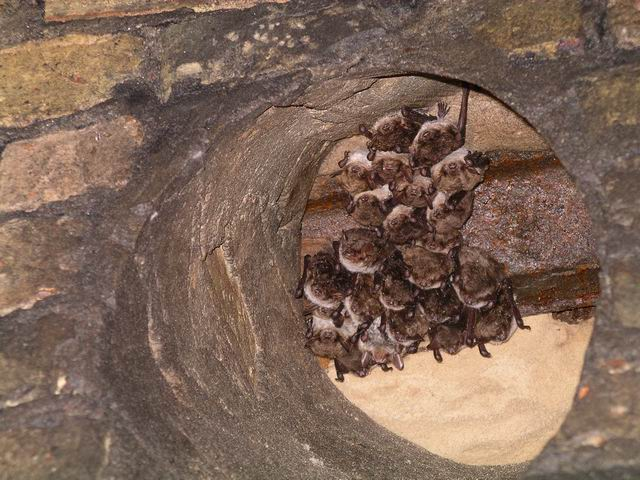
Teichfledermäuse im Quartier

Die Teichfledermaus bevorzugt gewässerreiche Gebiete des Tieflandes bei der Quartiersuche. Die Sommerquartiere und Wochenstuben, befinden sich auf Dachböden und dort oft im Firstbereich. Aber auch Verschalungen oder Hohlwände von Einfamilienhäusern werden als Quartiere angenommen. Es sind Wochenstuben mit bis zu 500 Weibchen bekannt. Die Männchen verbringen den Sommer als Einzelgänger.
Teichfledermäuse suchen als Winterquartiere unterirdische Hohlräume, wie etwa natürliche Höhlen, Keller, Bunker, Stollen oder Schächte auf. Der bevorzugte Temperaturbereich liegt zwischen 0,5 und 7,5 °C. Die Teichfledermäuse wandern von den Sommer- zu den Winterquartieren zwischen 100 und 300 Kilometer. Viele der Untertagequartiere der Teichfledermaus befinden sich in Höhlen in den Mittelgebirgsrändern, da diese in relativer Nähe zum Tiefland, dem Sommerverbreitungsgebiet liegen. Das größte bekannte Winterquartier ist die Bad Segeberger Kalkberghöhle (50).

## Verbreitung

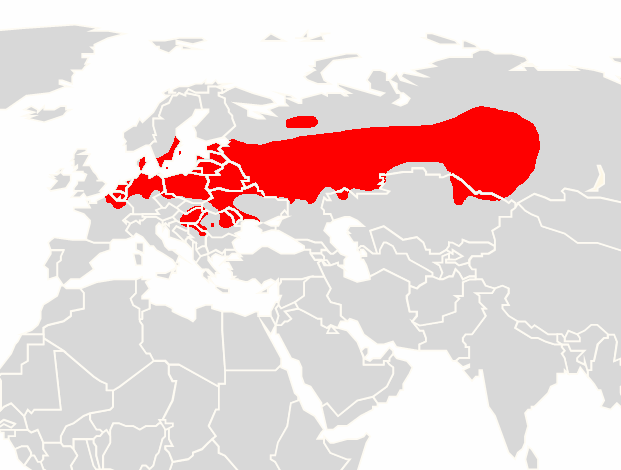
Verbreitungsgebiet laut IUCN

In Europa erstreckt sich das Verbreitungsgebiet der Teichfledermaus von Nordostfrankreich über das nördliche Mitteleuropa bis Osteuropa. Es liegt zwischen dem 48. und 60. Breitengrad. In Deutschland ist die Art relativ selten und wurde bisher im Sommer nur in der Bundesländern Mecklenburg-Vorpommern, Nordrhein-Westfalen, Brandenburg, Sachsen, Niedersachsen und Schleswig-Holstein nachgewiesen. In Österreich wurde sie erst 2010 in Niederösterreich nachgewiesen.

## Bedrohung und Schutz
Die Teichfledermaus steht unter Naturschutz. Gefährdet ist diese Art durch großflächige Trockenlegung von Feuchtgebieten, aber vor allem ist diese Art, wie auch andere Fledermausarten, durch den Verlust von Sommerquartieren und Wochenstuben durch Gebäudesanierungen betroffen, bei denen für absolute Dichtigkeit der Gebäude im Sinne der Energieeinsparung gesorgt wird. Auch das Verschließen der Einflugmöglichkeiten in angestammten Winterquartieren und Störungen im Winterschlaf stellen eine Gefährdung dar.
Die IUCN stuft die Teichfledermaus als „potenziell gefährdet“ (near threatened) ein.
Die Teichfledermaus wird von der Europäischen Union in den Anhängen II und IV der FFH-Richtlinie geführt und gilt somit als streng zu schützende Art von gemeinschaftlichem Interesse, für deren Erhalt besondere Schutzgebiete ausgewiesen werden müssen.